# Municipio de Totolac
El municipio de Totolac (del náhuatl: tototl, atl ‘pájaros, agua’‘Lugar de pájaros de agua’) es uno de los 60 municipios en los que se divide el estado mexicano de Tlaxcala. Su cabecera es la localidad de San Juan Totolac.
Aquí se conservan los vestigios arqueológicos de Tepeticpac, Ocotelulco y Quiahuixtlán, asiento de tres de los cuatro principales Señoríos de la Antigua República de Tlaxcallan, huella imborrable de nuestra herencia precolombina. En el siglo XVI, de aquí partieron cientos de familias a pacificar y colonizar el norte de la Nueva España, proceso que permitió a los tlaxcaltecas participar de manera activa en la conformación de la actual nación mexicana, así como de la multifacética cultura iberoamericana actual.

## Geografía

### Localización
El municipio se encuentra en el Altiplano central mexicano a una altitud de 2260 metros sobre el nivel del mar, el municipio se ubica en las coordenadas 19°20'09"N 98°14'52"O. 
El municipio tiene sus límites de la siguiente manera:  Colinda al norte con el municipio de Xaltocan; al sur y al este con el municipio de Tlaxcala; y al oeste y suroeste con el municipio de Panotla.

### Superficie
Según la información del INEGI el municipio tiene una superficie de 13.89 km² lo que es igual al 0.35 por ciento del territorio estatal.

### Orografía
En general las características del relieve en el municipio son las siguientes: Zonas accidentadas: aproximadamente comprenden el 90.0 por ciento de la superficie del municipio y se ubican en el centro, norte y este del municipio. Las Zonas semiplanas ocupan sólo el 5.0 por ciento de la superficie municipal y se localizan en en el centro, sur y sureste del municipio. La zona que ocupa el 5.0 por ciento restante de la superficie se ubica en el sur y el este del municipio.

### Hidrografía
El Río Zahuapan que se ubica al sur del municipio tiene aproximadamente un recorrido de 2.5 km; en dirección al noreste y el suroeste, el arroyo de Totolac de caudal permanente. cuando es tiempo de lluvias se forman algunos arroyos y también hay pozos para la extracción de agua.

## Historia

### Época prehispánica
El área que ocupa actualmente el municipio de Totolac, es significativa de la época prehispánica, porque en ella se establecieron a partir del año 900 d. C., tres de los señoríos que —también durante la Colonia— habrían de desempeñar un papel fundamental en el desarrollo político-administrativo de Tlaxcala. Estos señoríos fueron: Tepeticpac, Ocotelulco y Quiahuixtlán, quienes formaron parte de los cuatro que la mayoría de las fuentes registran con capacidad de liderazgo, de los 20 restantes a la llegada de los españoles.
Con anterioridad la región fue habitada por otros grupos, quienes establecieron asentamientos menores o poco significativos en el área: aldeas y estancias, en la fase Tzompantepec entre los años 1700 y 1200 a. C., y la fase Tlatempa que va del año 1200 al 800 a. C., así como de alguna que otra villa a partir de la fase de mayor apogeo cultural en la región: la Tezoquipan del año 350 a. C. al año 100 d. C. No se dispone de información para la fase Tenanyecac.
Hacia la primera parte de la fase Texcalac, (650 y el 1100 d. C.), García Cook reconoce la existencia del señorío de Temezontla, en el municipio de Panotla continuo a Totolac; asimismo, señala la existencia de grupos humanos en el área de Tepeticpac. Para la segunda parte de esta fase (900 al 1100 d. C.), reconoce la presencia plena de Tepeticpac como señorío y el surgimiento a finales de la misma e inicios de la fase siguiente, de los señoríos de Ocotelulco, Tizatlán y Quiahuixtlán. Y es aquí donde comienza nuestro estudio, de los asentamientos que ocuparon durante la época prehispánica el área que actualmente comprende el municipio de Totolac.

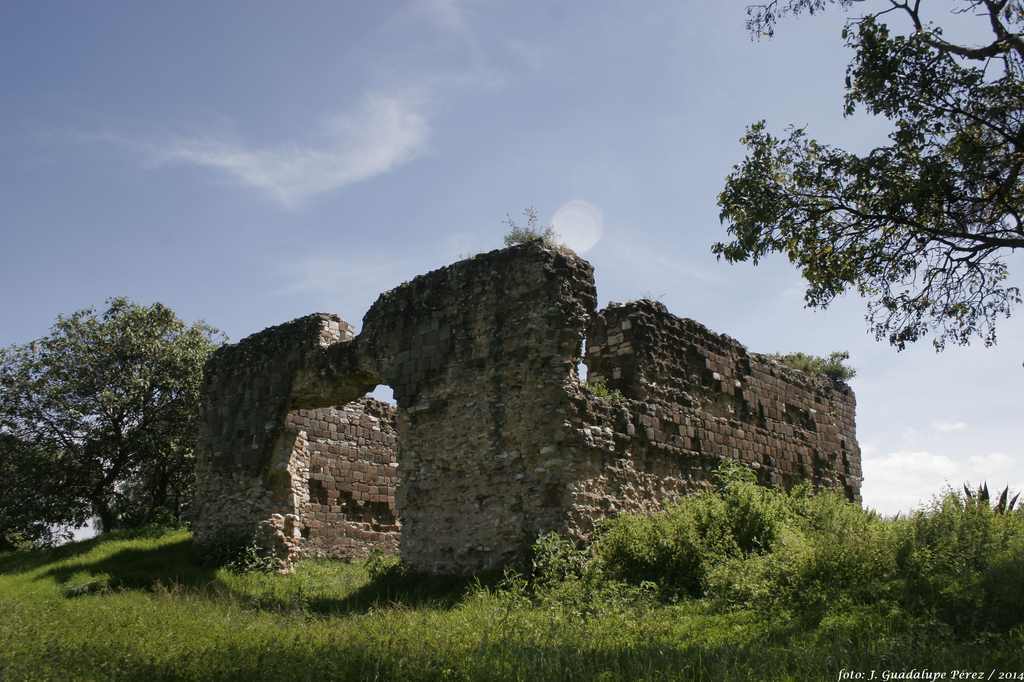
Primera Capilla del, ubicada en Tepeticpac.

Los fundadores de estos señoríos forman parte del tercer poblamiento del Tlaxcala prehispánico que estuvo integrado por chichimecas nahuatizados, quienes arriban a la región durante la etapa de conflictos, ajustes y readaptaciones inmediata a la fase Tenanyecac y a la caída de los centros hegemónicos de Teotihuacán y Cholula. Con su llegada, estos grupos van a desplazar de la región a los olmecas-xicalancas que, como muchas fuentes señalan, son junto a zacatecas y pinomes de los primeros habitantes de que se tiene constancia en Tlaxcala para estas fechas; con ello Cholula vuelve a erigirse de nueva cuenta hacia los años 850/900 d. C., en el centro rector del valle poblano, consolidando así su desarrollo posterior.

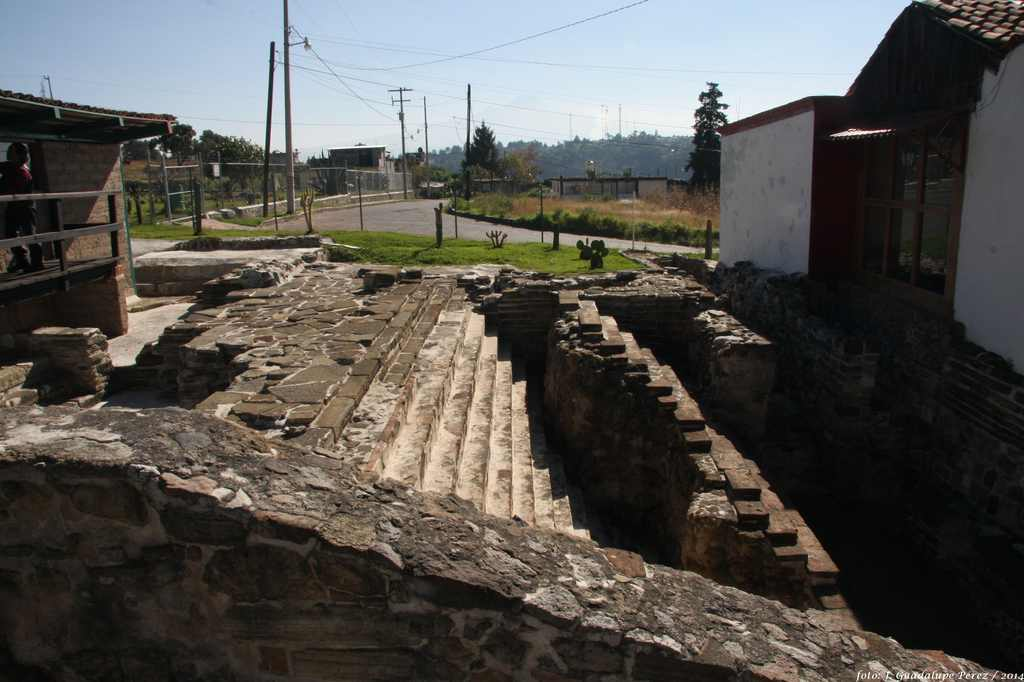
Zona Arqueológica de Ocotelulco.

Se sabe, de acuerdo con las fuentes disponibles (y también narrado en el códice Bouturini), que estos primeros pobladores provenían también del Chicomóztoc,https://es.m.wikipedia.org/wiki/Chicomóztoc (también llamada Aztlán), lugar de las Siete Cuevas; junto con otras 6 tribus nahuatlacas (de las cuales las 2 más importantes eran los Aztecas y Tlaxcaltecas) y tras haber hecho una peregrinación de casi 200 años atravesado por grandes desiertos y montañas, ciénagas y ríos, y “otros trabajos” y peregrinaciones, vinieron a establecerse entre los culhuas tecpancas en los márgenes de la laguna, en la cuenca de México, de donde fueron expulsados. Prosiguieron su peregrinación hasta llegar a las mesetas del bloque de Tlaxcala, donde habrían de librar cruentas batallas para finalmente establecer ahí su asiento y fundar Tepeticpac.
Al respecto, Diego Muñoz Camargo nos comenta que los teochichimecas texcaltecas, como también se les conoció, ocuparon la región en dos momentos; tras abandonar los llanos de Poyauhtlan, conjuntamente con otros grupos de chichimecas, el primer y mayor grupo atravesó entre la serranía del Ajusco y el Popocatépetl, alcanzando finalmente Atlixco y Tepayucan.
El segundo grupo se divide poco después de la partida de Poyauhtlan, por lo que parte de los mismos ocupan la región norte de Tlaxcala y fundan Tollantzico, Xicotepec, Tototepec y Pahuatlan; los restantes, que atraviesan la sierra Nevada, pasan por Tepetlaoztoc, Zultepec y Mazapa en la meseta de Nanacamilpa, Quaulitepec y Ocelotepec en el margen noroccidental de la meseta de Españita, Cohuacacapechpan y Contla, para establecerse finalmente en Tepeticpac.
Una vez establecidos los texcaltecas en la región, se dieron a la tarea de ir levantando su fortaleza y asentamientos en las inmediaciones de los cerros Blanco, Coyotepec y Cuautzi, donde aún hoy se pueden observar restos de fosos, pasillos y murallas, que son mudos testigos del esplendor que adquirió el señorío de Tepeticpac; al respecto, cabe señalar que García Cook nos da, a partir de los vestigios o hallazgos recientes, un esbozo de las posibles características con que contó el asentamiento, en los siguientes términos: “La ciudad —y un pueblo— de Tepeticpac, arqueológico estuvo ubicado en los cerros Blancos, Coyotepec y Cuautzi y en ellos aún se puede observar restos de fosos, pasillos y murallas. La ladera sur del cerro Blanco es prácticamente la más tendida y, por lo tanto, capaz de permitir el acceso más fácil al sitio; siendo entonces, precisamente sobre esta ladera, donde se estableció un sistema de pasillos amurallados y de los cuales, aún en 1973, se podían observar algunos vestigios.

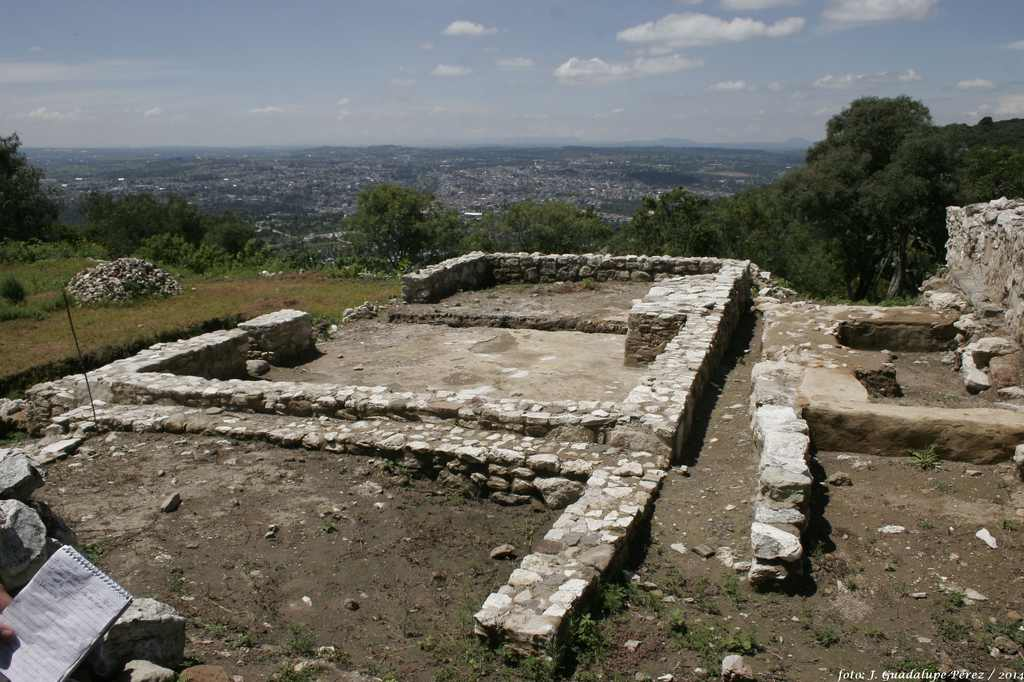
Vestigios de un centro ceremonial en la zona Arqueológica de Tepeticpac.

El número de muros que existió en la parte baja y media de dicha ladera es imposible definirlo. Hacia la parte alta sí se pueden observar aún varias murallas o fosos amurallados distintos; en los cuales se puede ver todavía dos vías de acceso, que fueron totalmente elaboradas con muros, pasillos excavados y la roca misma cortada del cerro. En el extremo norte del asentamiento, y aprovechando una estrecha meseta formada por dos barrancos, se levantó un muro de tepetate, del cual quedan pocos restos, y pocos metros más adelante se cavó un foso que corta en todo lo ancho la planicie, uniendo las dos barrancas laterales mencionadas. Este foso —de 5 m de ancho por 2.5 m de profundidad— se lograba cruzar por un angosto paso (quizá dos) cavado en parte en la roca y seguramente completado por un puente de madera. Unos 500 metros hacia el norte y ya fuera del asentamiento, se construyó un segundo foso.

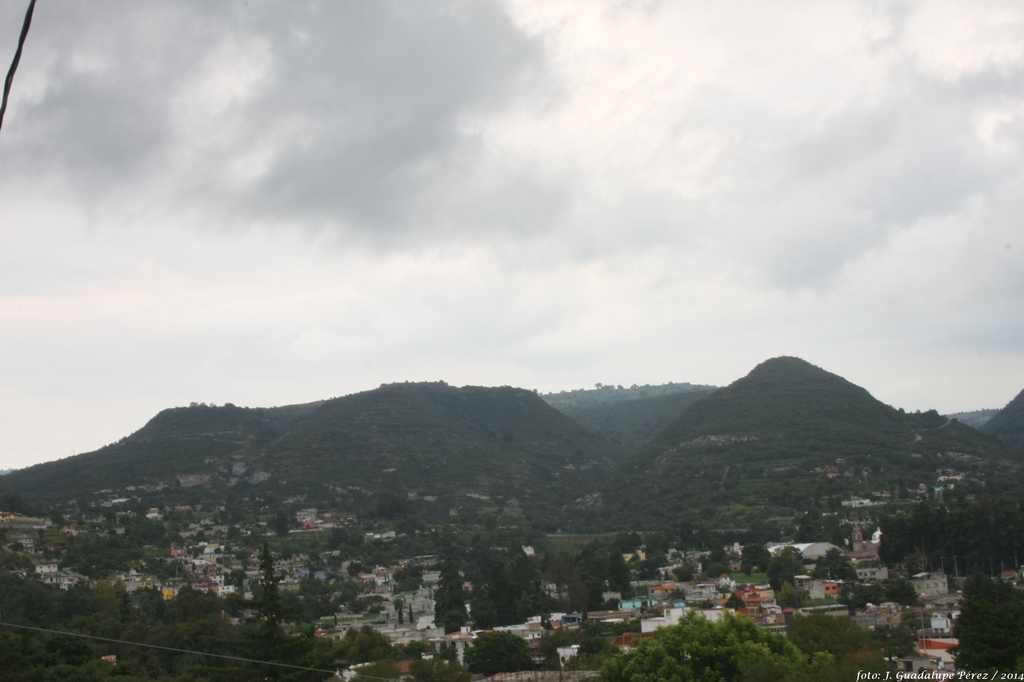
Iztatepetl y Cuautzi, emblemáticos Cerros Blancos.

En el cerro Cuautzi, además de la realización de algunas terrazas en sus laderas del sudeste, están presentes tres fosos que seccionan en cuatro partes la cresta del mismo. Se observan aquí la presencia de algunas estructuras arquitectónicas elevadas. Lo mismo sucede en el cerro Coyotepec, donde además de un amplio terraceado, están presentes algunas estructuras aisladas, Y en la parte más alta, unión del Coyotepec y el Cuautzi, existen también restos de una serie de estructuras, plataformas y amplias terrazas, sobre las cuales también se encuentran los restos de una iglesia católica construida al inicio de la colonia”. El crecimiento y desarrollo que en poco tiempo alcanzan los texcaltecas, va a preocupar a los habitantes de Huejotzinco y Cholula; quienes encabezados por la primera van a declarar la guerra a los habitantes de Tepeticpac. Para ello, los huejotzincas y sus aliados solicitan la ayuda de los mexicas y tecpanecas de la cuenca de México, quienes estuvieron presentes en la lucha pero no entraron en la misma como habían prometido a sus aliados.
La fecha en la que ocurrió este acontecimiento es motivo de controversia. Las fuentes coinciden en que el enfrentamiento se lleva a cabo en el año 9 tecpal, que Lehman equipara con el año 1228; Jiménez Moreno con el año 1352 y para las anotaciones de la obra de Muñoz Camargo, hechas por don José Fernández Ramírez, está identificado con el año 1384. Al respecto, García Cook resulta más profundo en el análisis y, en consecuencia, más contundente en sus afirmaciones al sostener: “...creemos que este 9 Tecpatl, puede corresponder al 1124 o 1144, según se trata del calendario mexica o tezcocano, si consideramos que para el siglo XII, ya están definidas las fronteras entre Tlaxcala y Huejotzingo. Esto no impide que la lucha más fuerte sostenida entre dichos grupos y registrada por las fuentes, se halla realizado posteriormente a la fecha por nosotros propuesta, pero si esta fecha fue definitiva para establecer dichas fronteras, entonces ésta se libró en el siglo XII: 1124 o 1144”.
En síntesis y recapitulando, los huejotzincas son derrotados por los texcaltecas, conviniéndose las mojoneras que señalan los límites entre una y otra provincia. Estos últimos empiezan a organizarse, de acuerdo con los criterios que establece y dicta su señor Culhuacatecuhtli Tepanecatl Quanez. Se establecen relaciones de cooperación con los otomies, a quienes los texcaltecas otorgan tierras y les encomiendan el ser sus guardianes de frontera, así como con otros grupos —como los xaltocamecas— que continúan arribando a Tlaxcala hasta la llegada de los españoles.
Estos grupos emigran a Tlaxcala debido a la expansión y dominio que ejercen en los territorios conquistados de la cuenca del valle de México, los mexicanos-tecpanecas. Finalmente, Culhuacatecuhtli Tepanecatl Quanez establece alianzas y confederaciones con sus vecinos, sobre todo los más poderosos: tecpanecas-culhuas-mexicas, acolhuaques-tetzcocanos, huejotzincas, chololtecas, tepeyaqueños, cuauhquecholtecas, itzocanos, cozcatecas y teotillanes.
Con estos acontecimientos finaliza la fase Texcalac y da comienzo la fase Tlaxcala, que abarca del año 1100 al 1519 d. C. La fase Tlaxcala cuenta a decir de García Cook, con 24 señoríos, ocho de los cuales se asumen como cabeceras principales: Tepeticpac, Ocotelulco, Tizatlán, Quiahuixtlán, Tepeyanco, Xipetzingo, Atlihuetzía y Chiautempan; asimismo, el autor propone que se considere a Tepeticpac, Ocotelulco, Quiahuixtlán y Tizatlán, como una sola cabecera, en la que cada uno de ellos se integra como parcialidad, contando con funciones específicas: Tepeticpac como asiento militar, debido a las condiciones de fortificación que presenta; Ocotelulco como sede de los poderes administrativos, sobre todo si se consideran las dimensiones de su mercado; Tizatlán como centro religioso; y Quiahuixtlán como barrio de artesanos.

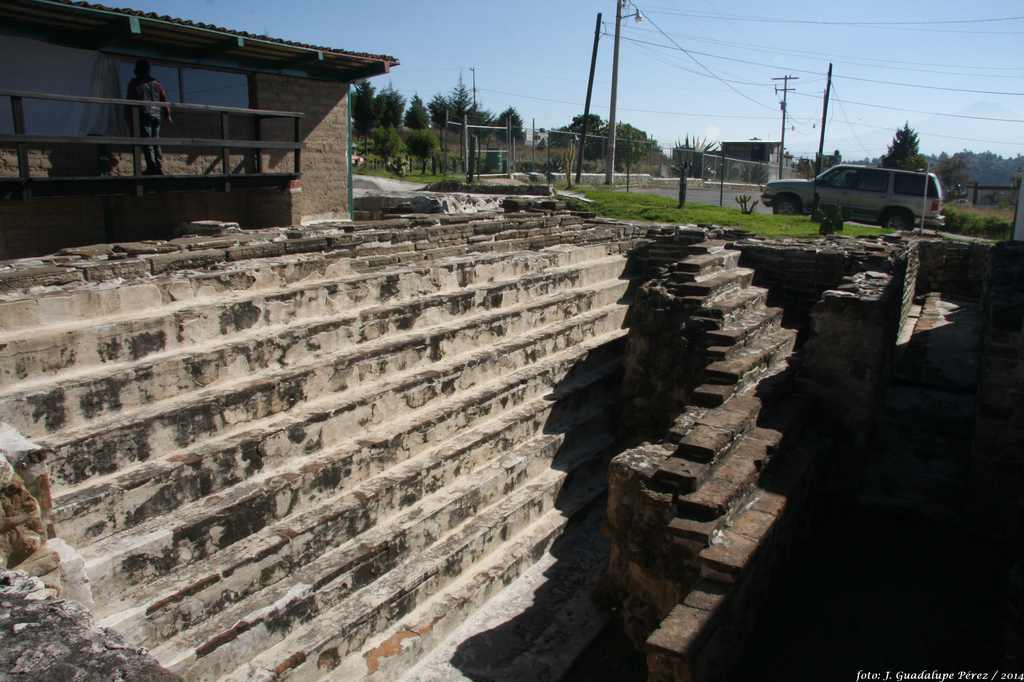
Escalinatas de la Zona Arqueológica de Ocotelulco.

En la fase Tlaxcala, el área que actualmente comprende el municipio de Totolac constituye el centro hegemónico de la provincia, al encontrarse asentados en la misma los señoríos de Tepeticpac, Ocotelulco y Quiahuixtlán. La primera fundación como se ha señalado, fue Tepeticpac. Ocotelulco es fundado por el hermano menor de Culhuacatecuhtli Tepanecatl Quanez, de nombre Teyohualminqui Chichimecatechtli, con quien el primero, ya viéndose viejo, determinó repartir el reino. Tepanecatl Quanez otorgó a Teyohualminqui, la mitad de las gentes; este último, como señalan Fray Juan de Torquemada y Diego Muñoz Camargo, viéndose ya rey de la mitad de Texcallan, bajo sus reales hacia el sur, en las inmediaciones del río Zahuapan, en Ocotelulco. Asimismo, se sostiene que Teyohualminqui gobernó con prudencia tal que ganó para si el respeto de todos aquellos que quedaron bajo su señorío y, poco a poco, fue ganando mayor presencia, llegando incluso a sostener algunos autores, que en poco tiempo se hizo mayor señor que su hermano, aunque no por ello habrán de distanciarse.

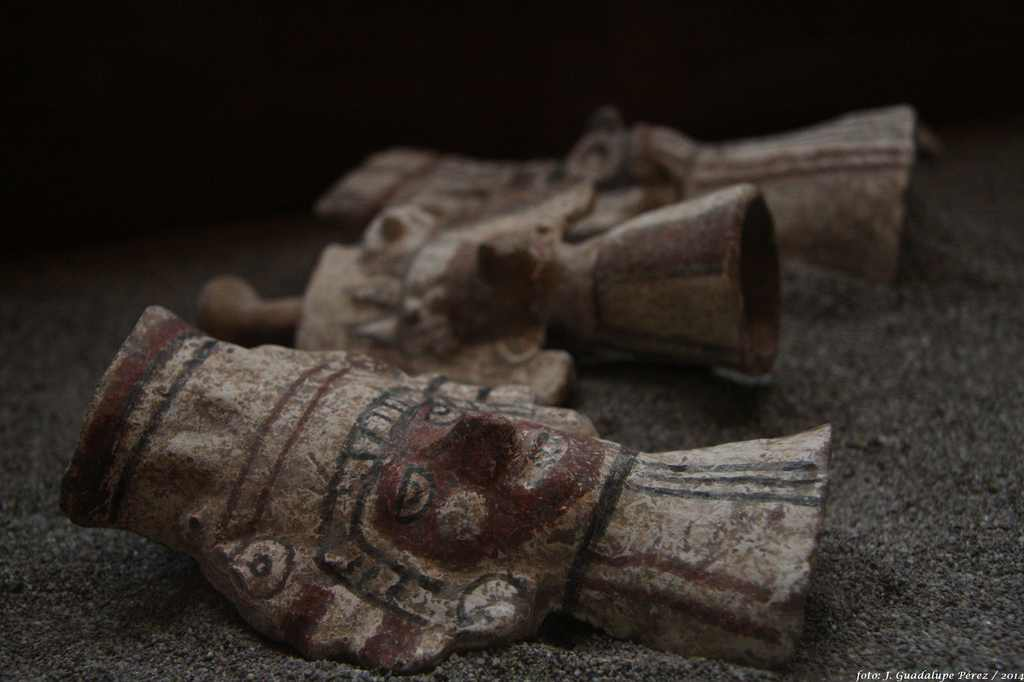
Figurillas policromas con motivos antropomorfos, Ocotelulco.

La fundación de Quiahuixtlán se atribuye también a la sabiduría de Tepanecatl Quanez, quien atendiendo a la petición de tierras que le dirigen un grupo de chichimecas poyauhtecas que se habían rezagado en Tepetlaoztoc, y que participan activamente al lado de los texcaltecas en la lucha contra los huejotzincas, les otorga licencia para poblar las tierras ubicadas al sudoeste de Tepeticpac y que se conocen como Tlapitzahuacan o Quiahuixtlán.

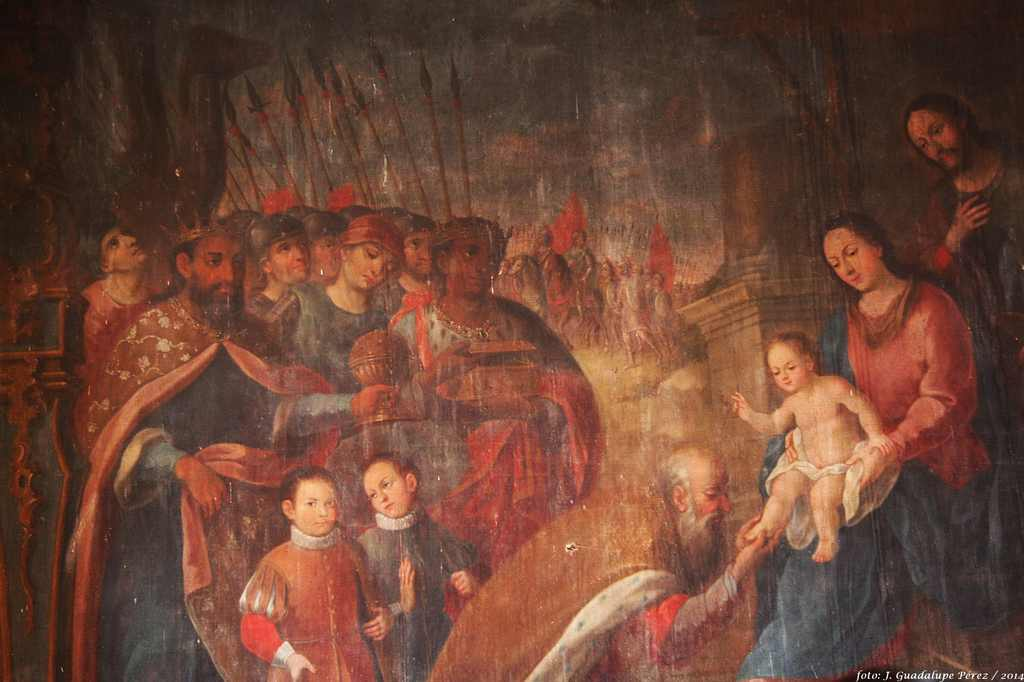
Pintura al óleo, templo de los reyes, Quiahuixtlán.

Estos tres señoríos más el de Tizatlán, como ya se señaló, habrán de conformar, a decir de García Cook, una sola unidad político-administrativa que se identificaría como una gran ciudad central —o principal— y que fungiría, de alguna manera, como capital de la República de Tlaxcallan. De ahí que no se pueda separar el desarrollo posterior de las parcialidades, así como el que se tengan necesariamente que abordar de forma integral a partir de la concepción que se tiene de la República de Tlaxcallan.
Estos son los años en que la provincia se consolida dentro del contexto propio de los pueblos de la trasmontaña, con quienes establece incluso alianza para hacer frente a la embestida de los mexicas.
Estos últimos, desde que se independizan de los tepanecas hacia 1428, emprenden una serie de campañas de conquista que los llevan incluso hasta el actual estado de Morelos y, como señala Carmen Aguilera, hacia 1445 a Chalco. Esta sed de conquistas sólo se ve frenada, hacia 1450 como señalan las fuentes, debido a una sequía y hambruna que se prolonga por cinco años. Tlaxcala ha alcanzado ya riquezas y la expansión máxima de su territorio, además de verse beneficiada por el arribo constante de inmigrantes de Tetzcoco, Cuauhtinchan, Huexotla, Iztapalapa y Cohuatepec, entre otros, que huyen de los tecpanecas; así es como hacia 1418-19, Netzahualcóyotl arriba a Tlaxcala, a los señoríos de Tliliuhquitepec, Atlangatepec, Tecoac y finalmente Tepeticpac, en donde es recibido por el cuarto señor Cocohtzin, quien lo alojó en el Calmecac o en alguno de sus palacios.
A decir de Carmen Aguilera, Tlaxcala continua con una posición estable, la que se va a ver afectada ante los afanes expansionistas de los mexicas y muy a pesar de las buenas intenciones de Netzahualcóyotl, quien para estas fechas ya ha recuperado su trono en Texcoco. La causa del choque, como lo define esta autora, es el deseo de los mexicas de hacerse del poder con que cuentan los tlaxcaltecas, quienes son ya la potencia hegemónica en la transmontaña.
El equilibrio entre mexicas y tlaxcaltecas es tal que ambos acuerdan llevar a cabo las guerras floridas —la xochiyaoyotl—, que con un sentido ritual se proponen hacerse de prisioneros para sus sacrificios y con ello alimentar a los dioses. En estas guerras la intención no era matar al adversario e infligir una derrota aparatosa a la otra potencia, sino capturar guerreros dentro de lo que puede considerarse un pacto de caballerosidad. Estas guerras fueron “acordadas” por Xicohténcatl, el Viejo, por parte de Tlaxcala, y por Tlacaélel, el segundo del gobierno mexica, a mediados del siglo XV. Xicohténcatl, el Viejo, es quien gobierna en Tizatlán a la llegada de Hernán Cortés en 1519.

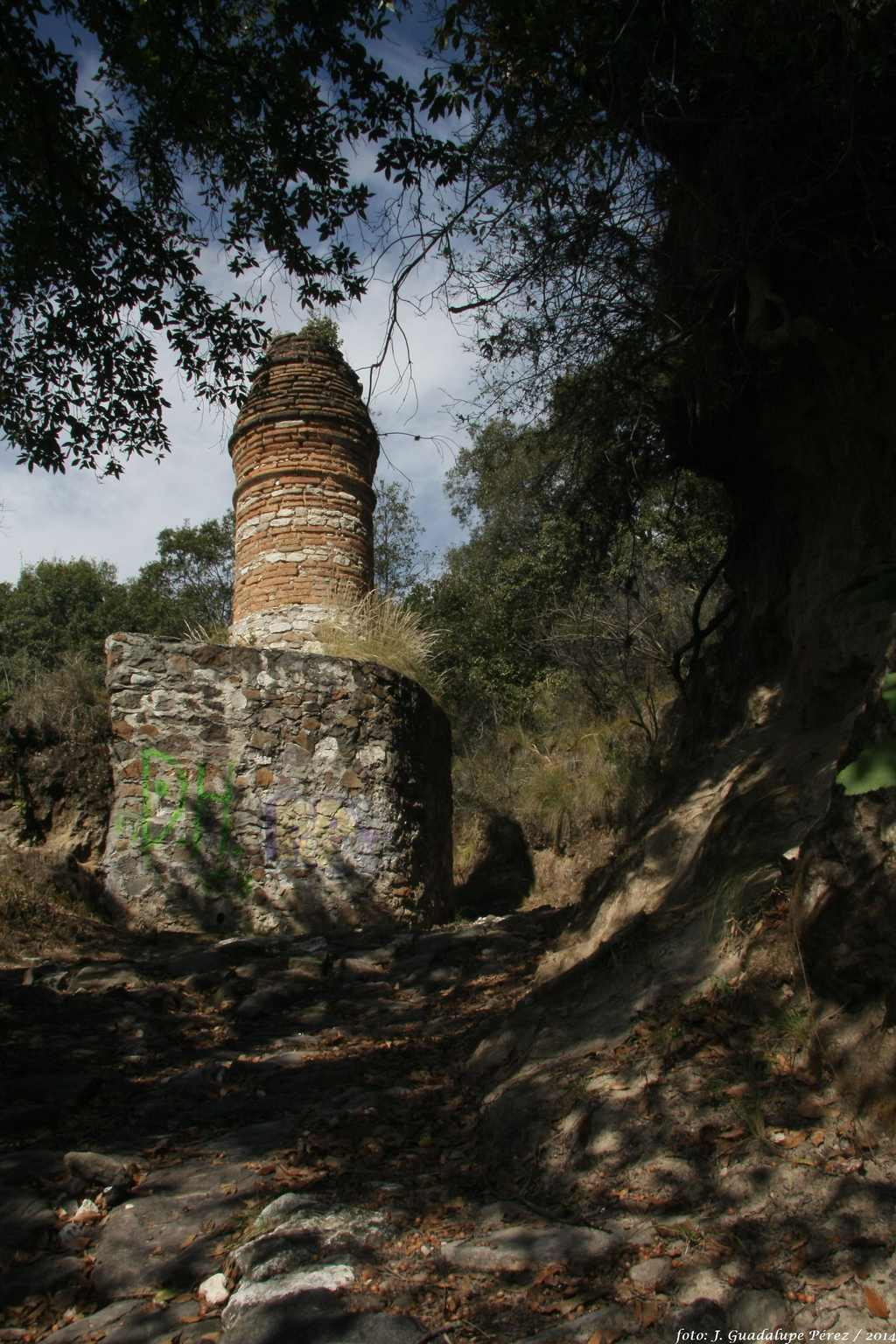
Columna de argamasa y ladrillo que marcaba un camino real prehispánico, Tlaxcala-Texcoco.

A medida que avanza el tiempo los encuentros bélicos entre la Triple Alianza y los pueblos de la transmontaña, van provocando un profundo resentimiento y se convierten en verdaderos encuentros a morir. El cerco en torno a Tlaxcala es cada vez más sólido y a finales del siglo XV es total; los tlaxcaltecas han perdido mucho poder, pues sus caravanas no pueden ya transitar con libertad, están rodeadas por todas partes por los mexicas y sus sujetos.
Hacia 1502, asciende al trono mexica Motecuhzoma II, quien invita a los tlaxcaltecas a su entronización, con expresos saludos para Maxixcatzin, de Ocotelulco; estos asisten a Tenochtitlán, presenciando así el poder y esplendor de los mexicas. Dos años más tarde Motecuhzoma II decide doblegar de una vez por todas a los tlaxcaltecas, los que solicitan una explicación de tal actitud, a lo que los mexicas responden que el señor de México es señor universal de todo el mundo, y que todos los nacidos son sus vasallos y que los que no se sometan serán arrasados. Tlaxcala responde con gran dignidad, a decir de Diego Muñoz Camargo, en los siguientes términos: “Señores muy poderosos, Tlaxcala no os debe vasallaje, ni desde que salieron de las Siete Cuevas, jamás reconocieron con tributo ni pecho a ningún rey ni principal del mundo, porque siempre han conservado su libertad. Y, como no están acostumbrados a esto, no te querrán obedecer, porque antes morirán que tal cosa como esta consentir”.
Los acontecimientos se precipitan, los mexicas se alían con los huejotzincas y hacen frente a Tlaxcala, siendo derrotados. Motecuhzoma II monta en cólera y jura vengarse de los tlaxcaltecas; mientras que los huejotzincas intentan sobornar a los otomies que resguardan la frontera de Hueyotlipan, sin conseguirlo. Motecuhzoma II lanza un último ataque por todos los flancos, contando para ello con ejércitos zacatecas, tuzapanecas, tetelaques, iztamatleques, tzacuhtecas, tepeyaqueños, quechulanqueños, tecamachalcas, tecalpanecas, totomihuaquez, chololtecas, huejotzincas, texcocanos, aculhuaques, tenochcas, mexicanos y chalcas.
Los huejotzincas atacan con todas sus fuerzas llegando hasta Xiloxochitla, donde son rechazados por un valiente capitán de Ocotelulco, el cual ofrenda ahí su vida; los demás aliados de los mexicas y estos arremeten contra Tlaxcala, pero son detenidos por los otomies que custodian las fronteras y son obligados a retirarse con grandes pérdidas materiales y humanas. Los señores tlaxcaltecas van a premiar a los otomies, casando a sus grandes capitanes con sus propias hijas. La provincia se prepara para repeler cualquier otro ataque y contraatacar, reforzando puentes, pozos, murallas y guarniciones.
Después de estos enfrentamientos, huejotzincas y mexicas no vuelven a enfrentarse a los tlaxcaltecas sino hasta 1516, fecha en que es capturado el valeroso Tlahuicole, notable guerrero otomí que ha pasado a la historia por su colosal fuerza y por su profunda convicción del honor y la lealtad. Algunos bandos hacen grandes capturas, sin que se pueda afirmar un triunfo tácito de alguno de los dos. Otros enfrentamientos posteriores son ganados por los tlaxcaltecas, pero aun así ambos bandos se preparan para posteriores enfrentamientos. En ese momento ocurre la irrupción española.
En este escenario Ocotelulco va a adquirir, junto a Tizatlán, un papel determinante. Maxixcatzin, que es el señor de esta parcialidad, va a empeñar su palabra en mantener la paz con los españoles, contando con el respaldo de Xicohténcatl, el Viejo, señor de Tizatlán, aún a pesar de la oposición de Xicohténcatl —el mozo—, que es a la sazón capitán de todos los ejércitos tlaxcaltecas. En relación con el ilustre Maxixcatzin, Cortés refiere: “...que es la más principal persona de toda la provincia, y de otros muchos señores della,...” y Fray Toribio de Benavente nos remite a las siguientes descripción: “Aquí estaba el principal capitán de toda Tlaxcala, hombre valeroso y esforzado que se llamó Maxiscazin (Maxixcatzin), el cual recibió a los españoles y les mostró mucho amor, y les favoreció en toda la conquista que hicieron en esta Nueva España”.
Algunas fuentes llegan incluso a señalar, que después de la derrota de la Noche Triste y tras haber sido recibidos los españoles en Hueyotlipan, son trasladados a la “ciudad capital” y Cortés aposentado en la casa de Maxixcatzin, mientras que Pedro de Alvarado lo es en la de Xicohténcatl, el Viejo. Es así como podemos concluir el estudio de los asentamientos prehispánicos, que se establecen en el territorio de Totolac para este momento histórico; entrando con ello y de lleno a la siguiente etapa, la que corresponde a la Colonia.

## Los antiguos señoríos
En el actual territorio de Totolac, se localizan Tepeticpac, Quiahuixtlán y Ocotelulco, tres de los cuatro señoríos que, junto con Tizatlán encabezaban la antigua República de Tlaxcallan. A partir del año 900 d. C., los tlaxcaltecas detuvieron su peregrinar iniciado en Chicomostoc, y fundaron la nueva población en la cima de los cerros Coyotepec y Cuautzi, sitios que con el tiempo habrían de desempeñar un papel fundamental en el desarrollo político administrativo de Tlaxcala. Los vestigios que seconservan muestran el alto nivel de organización y refinamiento cultural que la sociedad tlaxcalteca había alcanzado en el siglo XVI, cuando entra en contacto con la cultura europea.
Actualmente, los cuatro señoríos mencionados se encuentran trabajando de manera conjunta y forman parte de un mismo recorrido turístico que muestra al visitante la grandeza de la sociedad prehispánica que habitó la región. La huella del tiempo es profunda en Totolac, los más antiguos testomonios son los restos fósiles de la fauna gigante que pobló estos parajes hace miles de años, luego están las pinturas rupestres en donde los primeros pobladores dejaron testimonio de sí mismos y sus creencias; por otra parte las piezas de cerámica precolombina halladas en Tepeticpac y Ocotelulco muestran el alto grado de refinamiento de sociedad tlaxcalteca en el siglo XV y XVI; así mismo, el arte sacro de sus templos coloniales, nos habla del rostro mestizo de la población local, tal y como hasta la fecha se muestra: una sociedad orgullosa de sus raíces, que se esfuerza cada día por alcanzar un mejor futuro para las generaciones venideras.

## Comunidades
El municipio de Totolac se encuentra integrado por nueve comunidades:

### Acxotla del Río

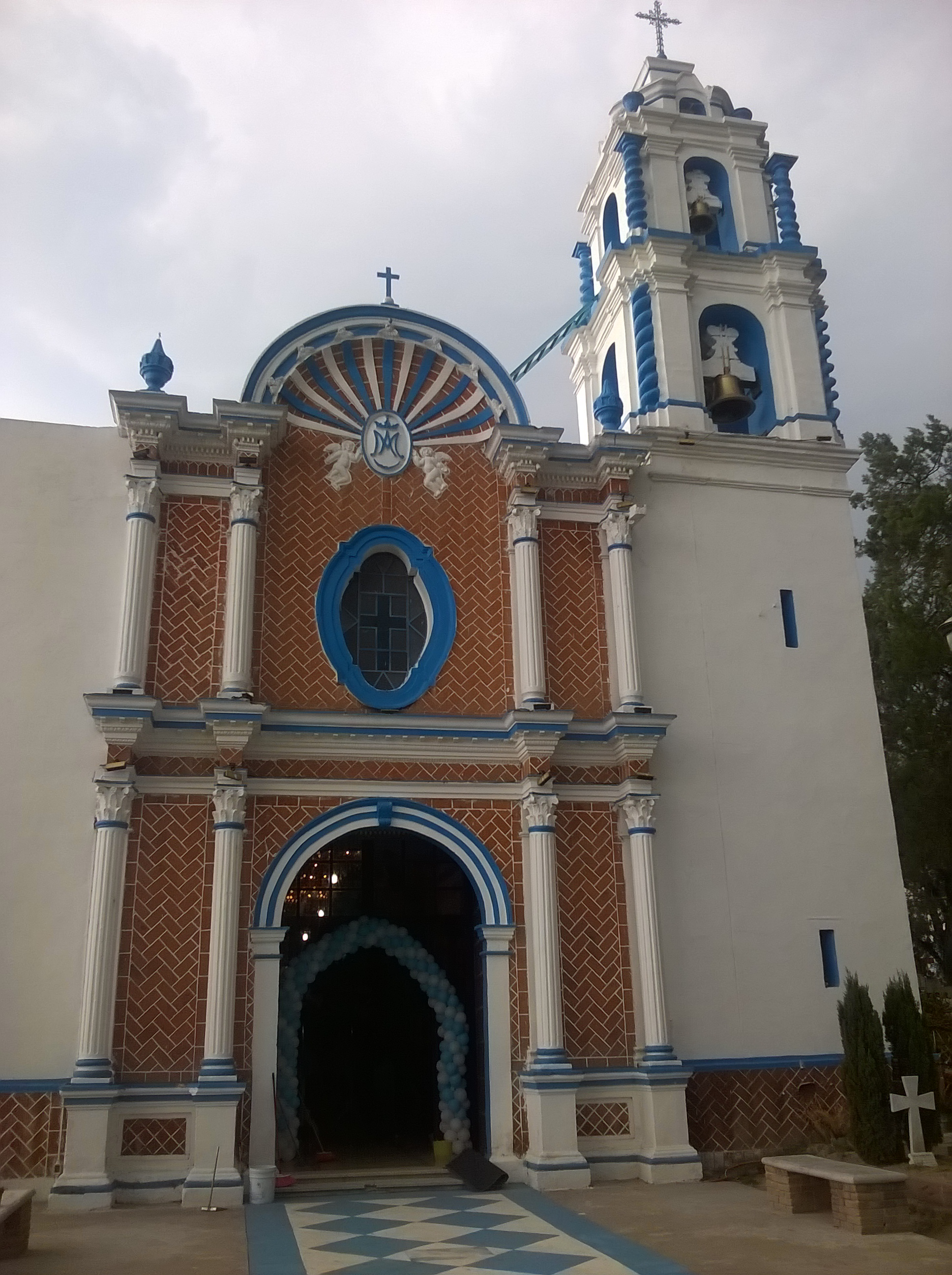
Santa María Acxotla.

Acxotla del Río o Santa María Acxotla es uno de los pueblos originarios de Totolac, ubicado junto al Río Zahuapan que le da nombre al pueblo. Santa María Acxotla del Río significa lugar del objeto que contiene algo. Su iglesia dedicada a la natividad de María fue construida en el porfiriato y su atrio funciona como panteón, aunque lastimosamente fue un poco afectada por el terremoto de 2017, aunque la INAH la restauró. 

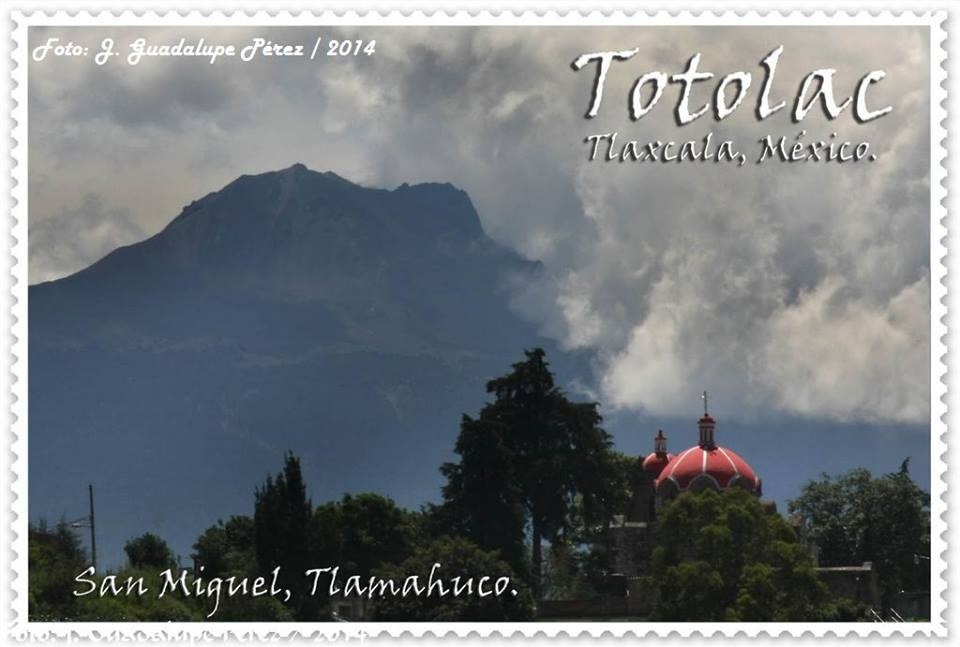
San Miguel Tlamahuco.

San Miguel Tlamahuco: La imponente silueta del viejo volcán Matlalcueyetl, enmarca la silueta del templo de San Miguel Arcángel, ubicado en la cima del cerrito de Tlamahuco, cuya construcción abarcó los siglos XIX Y XX, según se puede leer en la inscripción de fajón de cúpula la cual dice “agosto 7 de 1901”. En la época prehispánica, aquí sitio residían los tlamatimines (sabios) que regían la vida de los pueblos pertenecientes a la federación tlaxcalteca.

### La Trinidad Chimalpa

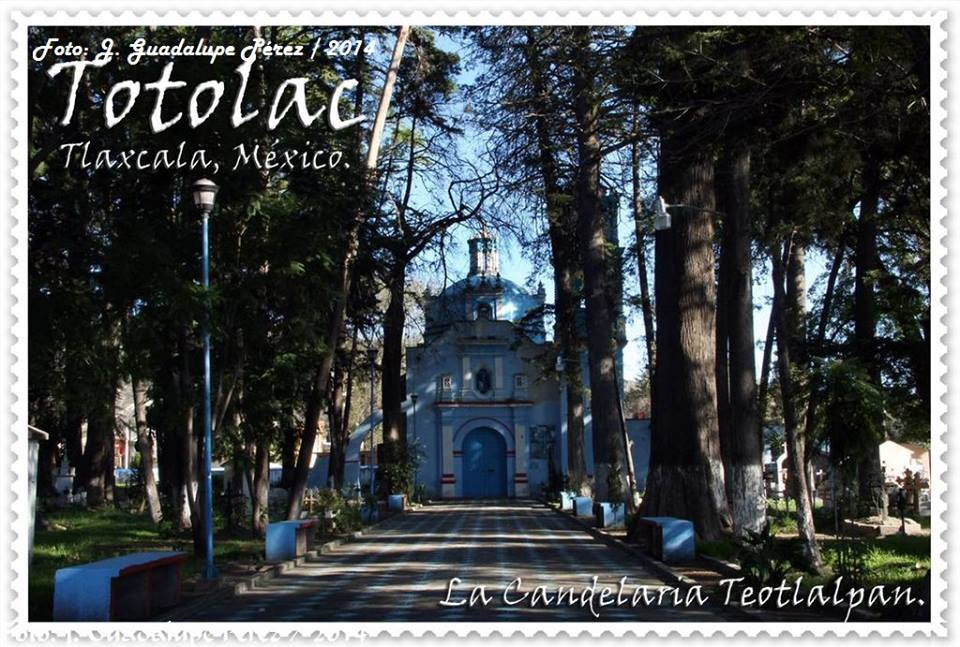
La Candelaria Teotlalpan.

La Candelaria Teotlalpan: templo construido durante el siglo XIX, su atrio-panteón y una arboleda que le brinda un aire de misticismo y recogimiento. En la época prehispánica, los parajes sobre los que fue construido el templo, sirvieron de refugio a los sobrevivientes de la matanza que hiciera un grupo de Cholultecas en Ocotelulco, que llevó al exterminio hasta la quinta generación del entonces gobernante Acatentehua. De ahí posiblemente que su nombre se traduzca como “en tierras divinas”.

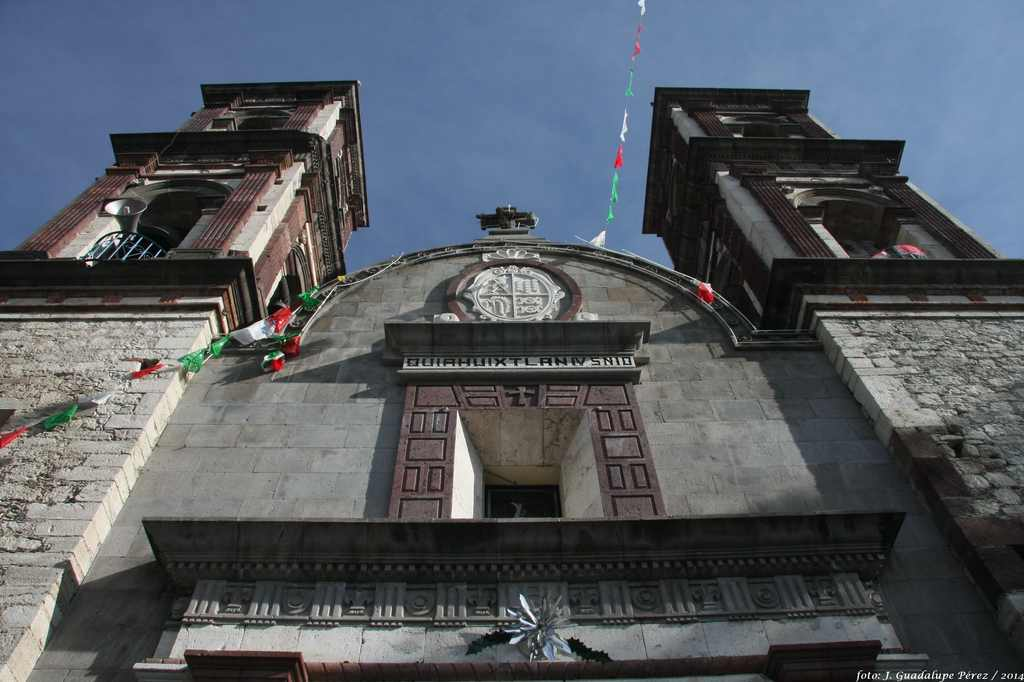
Fachada y torres del templo de los reyes, Quiahuixtlán.

Los Reyes Quiahuixtlán:fue fundado por los señores chichimecas que se apartaron de los llanos de Poyauhtlan, llegaron con reverencias ante el rey Culhuacatecuhtli Quanez pidiéndole les acomodase en alguna parte de aquella tierra que ya reconocía por suya. A los cuales Colhuacatecuhtli recibió muy bien como a gente que era de su misma parentela y familia y, acudiendo a su justa petición, les dio sitio y tierras donde cómodamente poblasen y así lo hicieron. El señorío recibió en nombre de "Quiahuiztlán" el cual fue modificado a “Quiahuixtlán”. El nombre del señorío fue Zitlalpopocatl quien posteriormente por la evangelización española se le otorgó el nombre de “Don Bartolomé Zitlalpopoca”

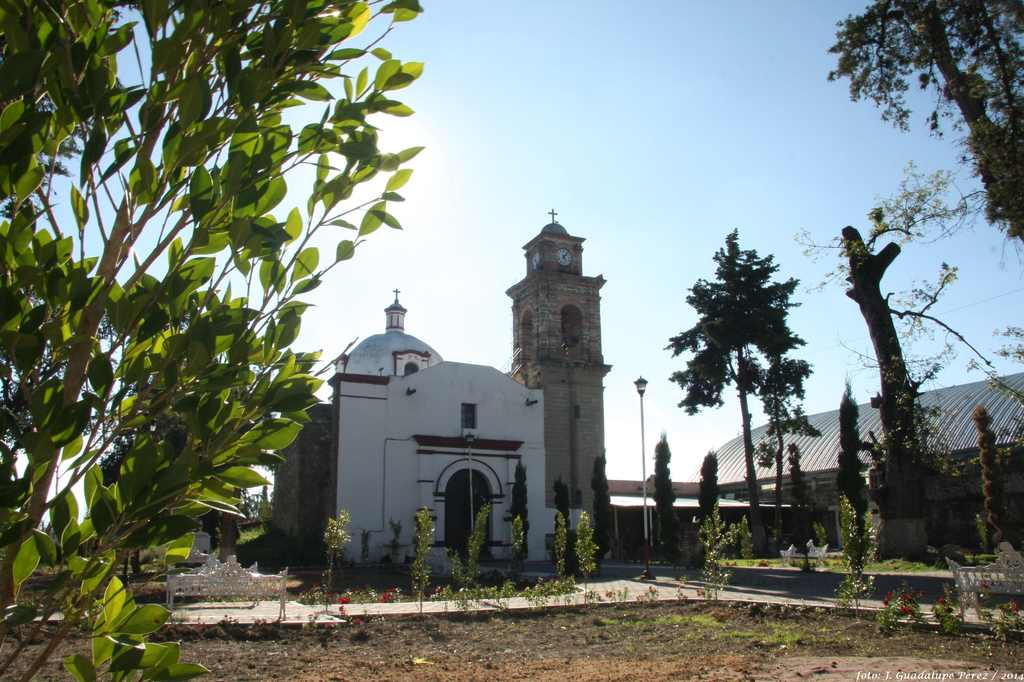
Iglesia de Tepeticpac.

Santiago Tepeticpac: los teochichimecas texcaltecas, ocuparon la región tras abandonar los llanos de Poyauhtlan, y se establecieron en Tepeticpac. Una vez establecidos los texcaltecas en la región, se dieron a la tarea de ir levantando su fortaleza y asentamientos en las inmediaciones de los cerros Blanco, Coyotepec y Cuautzi, donde aún hoy se pueden observar restos de fosos, pasillos y murallas, que son mudos testigos del esplendor que adquirió el señorío de Tepeticpac.

## Hermanamiento
La ciudad de Totolac tiene Hermanamientos con las siguientes ciudades alrededor del mundo:
- Moctezuma, México (2012).[23]
- San Luis Potosi,  Mexico (2012)[23]
- Tlaxcala,  Mexico (2012)[23][24]
- Tamazunchale, México (2014).[25]
- Venado, México (2014).[25]
- Mexquitic, México (2014).[25]
- Calpulalpan, Mexico (2014)[26]
- San Andres Cholula, Mexico (2015)[24]
- Jonacatepec, México (2015).[27]
- Lagos de Moreno, México (2015).[28]
- Guadalupe,  Mexico (2025)[29]
- Ciudad Ayala,  Mexico (2025)[30]